# 다닥냉이속
다닥냉이속은 배추과의 한 속이다. 약 175종을 거느리며 전 세계에 퍼져 있다.
한국에는 다음 아홉 종이 서식하는데 모두 북아메리카 또는 유럽에서 귀화한 식물이다.
- 국화잎다닥냉이 (Lepidium bonariense L.)
- 냄새냉이 (Lepidium didymum L.)
- 다닥냉이 (Lepidium apetalum Willd.)
- 대부도냉이 (Lepidium perfoliatum L.)
- 들다닥냉이 (Lepidium campestre R.Br.)
- 시베리아다닥냉이 (Lepidium sibiricum Schweigg.)
- 앉은잎다닥냉이 (Lepidium cordatum Willd. ex Stev.)
- 좀다닥냉이 (Lepidium ruderale L.)
- 콩다닥냉이 (Lepidium virginicum L.)
- 큰다닥냉이 (Lepidium sativum L.)